# Стивен Бојд
Стивен Бојд (енгл. Stephen Boyd) је био британски глумац, рођен 4. јула 1931. године у Гленгормлиу (Северна Ирска), а преминуо је 2. јуна 1977. године у Нортриџу (Калифорнија).

## Филмографија
| Улоге Стивен Бојд |                     |               |       |          |
| Година            | Српски назив        | Изворни назив | Улога | Напомена |
| 1959.             | Бен Хур             |               |       |          |
| 1964.             | Пад Римског царства |               |       |          |